# Gravity (альбом Bullet for My Valentine)
Gravity — шестой студийный альбом валлийской метал-группы Bullet for My Valentine, релиз которого состоялся 29 июня 2018 года. Альбом выпущен на новом лейбле Spinefarm и это первый альбом для Джейсона Боулда как участника записи. Боулд присоединился к группе в 2016 году, чтобы заменить Майкла «Лося» Томаса. Первый альбом с участием басиста Джейми Матиаса. Представляет собой существенное изменение в звучании по сравнению с предыдущими, двигаясь в сторону ню-метала, больше похожего на записи их ранних годов. 1 апреля 2018 года Bullet for My Valentine дебютировали на BBC Radio 1 с первым синглом альбома «Over It».

## Критика
После выпуска получил неоднозначные и отрицательные отзывы критиков, в первую очередь из-за того, что группа отошла от своего фирменного стиля металкор/трэш-метал в сторону стиля ню-метал. Джефф Треппел из MetalSucks дал альбому крайне отрицательную оценку 0,5 из 5, критикуя звук радио-рока в стиле Linkin Park, а также лирическое содержание альбома и вокал Мэттью Така. Значительно более положительный отзыв дан Лукасом Войжицким из Exclaim!, который заявил, что «новая формула работает, как задумано», и прокомментировал, что «треки легко усваиваются и, к сожалению, цепляют», но добавил, что «пуристы металла сочтут альбом разочаровывающим».

## Список композиций
| №                   | Название             | Длительность |
| ------------------- | -------------------- | ------------ |
| 1.                  | «Leap of Faith»      | 3:19         |
| 2.                  | «Over It»            | 3:47         |
| 3.                  | «Letting You Go»     | 3:43         |
| 4.                  | «Not Dead Yet»       | 3:21         |
| 5.                  | «The Very Last Time» | 3:57         |
| 6.                  | «Piece of Me»        | 3:26         |
| 7.                  | «Under Again»        | 4:10         |
| 8.                  | «Gravity»            | 4:00         |
| 9.                  | «Coma»               | 3:33         |
| 10.                 | «Don't Need You»     | 4:50         |
| 11.                 | «Breathe Underwater» | 3:41         |
| Общая длительность: | Общая длительность:  | 41:47        |

| №                   | Название            | Длительность |
| ------------------- | ------------------- | ------------ |
| 12.                 | «Breaking Out»      | 3:27         |
| 13.                 | «Crawling»          | 3:54         |
| Общая длительность: | Общая длительность: | 49:08        |